# Francis Amasa Walker

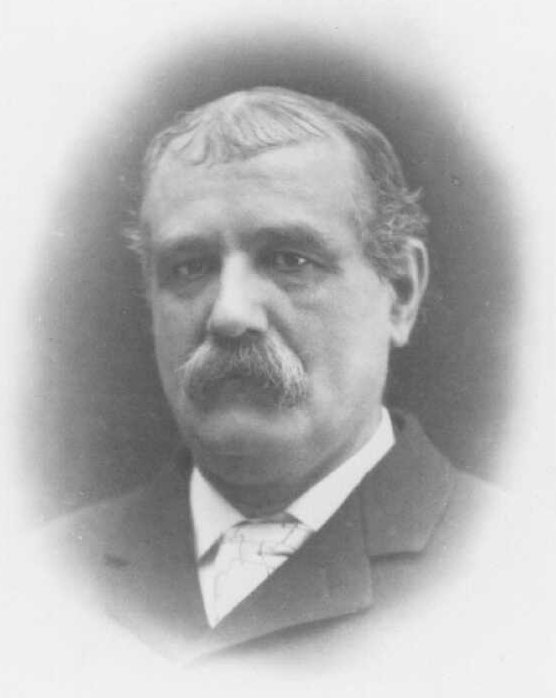
Francis Amasa Walker

Francis Amasa Walker (* 2. Juli 1840 in Boston, Massachusetts; † 5. Januar 1897) war ein US-amerikanischer General, Statistiker und Nationalökonom. Er war Gründungsmitglied und langjähriger erster Präsident der American Economic Association und ist Namensgeber der eingestellten Francis-A.-Walker-Medaille.

## Leben
Francis Amasa Walker, Sohn des Politikers Amasa Walker, schloss 1860 das Amherst College ab und studierte Rechtswissenschaften.
Während des Bürgerkrieges wurde er auf Betreiben von General Winfield Scott Hancock vom Sergeant-Major zum Brigadegeneral befördert. Er wurde in der Schlacht bei Chancellorsville verwundet und geriet bei Ream's Station in Gefangenschaft, welche er im berüchtigten Libby-Gefängnis verbrachte.
Nach Beendigung des Krieges widmete er sich dem Lehramt. 1869 wurde er zum Chef des Statistikamts in Washington ernannt. Als solcher leitete er die Volkszählung (census) 1870, deren Resultate er in einem dreibändigen Werk und in dem kleineren „Compendium of the ninth census“ (1873) veröffentlichte, auf Grund deren er auch seinen großen „Statistical Atlas of the United States“ in 54 Karten (1874) bearbeitete. Für den 1880er Zensus wurde er ebenfalls zum Superintendenten erwählt. Seit 1875 war er Professor der Nationalökonomie am Yale College (heute: Yale University) in New Haven, fungierte 1876 als Chef des Preisrichterkomitees bei der Centennialausstellung (Ausstellung zum 100-jährigen Bestehen der Vereinigten Staaten) zu Philadelphia und bekleidete auch andere Ämter, so beispielsweise als Mitglied der Silberkommission.
1878 wurde Walker in die National Academy of Sciences, 1882 in die American Academy of Arts and Sciences gewählt.
In den Jahren 1881 bis 1897 war er Präsident des Massachusetts Institute of Technology.
1886 gehörte Walker zu derjenigen Gruppe von progressiven Ökonomen, Historikern und Universitätsangehörigen, die die American Economic Association gründeten. Er führte sie von 1886 bis 1892 als deren erster Präsident. 1947 stiftete die AEA die mittlerweile eingestellte Francis-A.-Walker-Medaille.

## Werke (Auswahl)
- „The Indian question“ (1873)
- „The wages-question. Report of the judges of the centennial exhibition“ (1876)
- „Money“ (1878)
- „Money in its relations to trade and industry“ (1879)
- „The Colored Race in the United States“ (1881)
- „Land and its rent“ (1884)
- „Political economy“ (2. Aufl. 1888; Auszug 1886)
- „History of the second army corps in army of Potomac“ (1886)